# رتيلاوات الشكل
رتيلاوات الشكل (الاسم العلمي: Araneomorphae)، رتيبة من العناكب تتميز بنابيها المتقابلان اللذان يعملان على الثقب في حالة الهجوم، وعلى عكس رتيلاء الشكل (الرتيلاء وأقاربها)، التي لها أنياب متوازية متحاذية. كلا النوعين رتيلاوات الشكل ورتيلاء الشكل تنتمي إلى رتيبة العناكب الحديثة، التي تتألف تقريبا من جمع أنواع العناكب الموجودة. العناكب المقطعة هي الرتيبة الأخرى الوحيدة في الرتيلاوات، تشمل حوالي 100 نوع فقط من الكائنات الحية.